# Кашевський Микола Миколайович
Микола Кашевський (біл. Мікалай Кашэўскі, рос. Николай Кашевский, нар. 5 жовтня 1980, Жодино) — білоруський футболіст, захисник, півзахисник клубу «Вітебськ».
Виступав за ряд білоруських та українських клубів, а також національну збірну Білорусі.

## Клубна кар'єра
Вихованець жодинського футболу. З 1999 року виступав за ряд нижчолігових білоруських клубів.
У 2003 році перейшов в «Металург» (Запоріжжя), зіграв в одному сезоні 6 ігор. Після чого підписав контракт з командою «Кривбас». Відіграв за криворізьку команду наступні три сезони своєї ігрової кар'єри. Більшість часу, проведеного у складі «Кривбаса», був основним гравцем команди.
27 червня 2006 року повернувся в «Металлург». Влітку 2008 року увійшов до складу клубу-новачка Прем'єр-ліги «Іллічівця».
Влітку 2010 року перейшов у сімферопольську «Таврію», але зіграв за клуб 2 неповних матчу більше на полі не з'являвся, граючи за дубль. 30 листопада 2010 року контракт був розірваний за обопільною згодою.
На початку 2011 року перейшов у «Гомель», де на початку 2012 року отримав місце основного центрального захисника і капітана команди. В «Гомелі» відзначився прекрасними бомбардирськими показниками: за два роки забив 13 голів в чемпіонаті. 
У січні 2013 перейшов у солігорський «Шахтар». У новому клубі став основним лівим захисником, але іноді виступав і в центрі.
У грудні 2013 року продовжив контракт з гірниками. У сезоні-2014 став виступати на позиції центрального захисника. У серпні 2014 року отримав травму, повернувся в листопаді 2014 році. В січні 2015 року після закінчення контракту покинув солігорський клуб.
У січні 2015 року інтерес до Кашевського виявляла молдавська «Дачія», але контракт так і не був укладений. У результаті в лютому 2015 року став гравцем «Вітебська» і був призначений капітаном команди.

## Виступи за збірну
Залучатися в національну збірну Білорусі Микола почав ще виступаючи в Україні. Дебютував у складі збірної 1 березня 2006 року в товариському матчі проти збірної Фінляндії (2:2). Всього провів у формі головної команди країни 13 матчів.

## Досягнення

### «Шахтар»
- Володар Кубка Білорусі: 2013-14
- Срібний призер чемпіонату Білорусі: 2013
- Бронзовий призер чемпіонату Білорусі: 2014

### «Гомель»
- Володар Кубка Білорусі: 2010-11
- Володар Суперкубка Білорусі: 2012
- Найкращий захисник чемпіонату Білорусі: 2012

### «Спартакс»
- Чемпіон Латвії: 2016

### Індивідуальні
- У списку 22 найкращих гравців чемпіонату Білорусі: 2012, 2013 років.